# Mitrephora clemensiorum
Mitrephora clemensiorum är en kirimojaväxtart som beskrevs av Weeras. och Richard M.K. Saunders. Mitrephora clemensiorum ingår i släktet Mitrephora och familjen kirimojaväxter. Inga underarter finns listade i Catalogue of Life.